# Marian van der Weele
M.C. (Marian) van der Weele (Colijnsplaat, 1964) is een Nederlandse bestuurder en D66-politicus. Sinds 11 maart 2021 is zij burgemeester van Waterland.

## Biografie
Van der Weele groeide op in Colijnsplaat op Noord-Beveland en ging naar het St. Willibrordcollege in Goes. Daarna studeerde zij Engels aan de Vrije Universiteit Amsterdam (propedeuse) en Europese studies aan de Universiteit van Amsterdam (doctoraal).
Van 1992 tot 2002 was Van der Weele werkzaam bij Plan Nederland. Van 2003 tot 2006 was zij procesmanager bij het Amsterdamse stadsdeel Amsterdam-Zuid. Van 2011 tot 2014 was zij projectleider bij een onderwijsorganisatie. In 2006 en van 2010 tot 2014 was zij gemeenteraadslid en D66-fractievoorzitter van Ouder-Amstel. Van 2014 tot 2021 was zij wethouder en locoburgemeester van Ouder-Amstel.
Op 16 december 2020 heeft de gemeenteraad van Waterland Van der Weele voorgedragen als nieuwe burgemeester van deze gemeente. 
Op 1 maart 2021 werd bekend dat de minister van Binnenlandse Zaken en Koninkrijksrelaties de voordracht heeft overgenomen en zij middels Koninklijk besluit per 11 maart 2021 benoemd werd.